# Eulithis triangulata
Eulithis triangulata är en fjärilsart som beskrevs av Alpheus Spring Packard 1873. Eulithis triangulata ingår i släktet Eulithis och familjen mätare. Inga underarter finns listade i Catalogue of Life.